# ماهی‌گیرکیان لوکاس
ماهی‌گیرکیان لوکاس (نام علمی: Mancallinae) نام یک زیرخانواده از راسته سلیم‌سانان است.